# Мъжът от Торонто
„Мъжът от Торонто“ (на английски: The Man from Toronto) е американска екшън комедия от 2022 г. на режисьора Патрик Хюз, и участват Кевин Харт, Уди Харелсън, Кейли Куоко, Джазмин Матюс, Лела Лорън, Пиърсън Фоде, Дженкарлос Канела и Елън Баркин.
Филмът е пуснат от 24 юни 2022 г. от „Нетфликс“.